# Florin Niță
Florin Constantin Niță (n. 3 iulie 1987, București, România) este un fotbalist român, care joacă pe post de portar la Damac FC în Liga Profesionistă din Arabia Saudită. Pe plan internațional, are prezențe la națională pentru România.

## Carieră

### Juniorat
Florin Niță s-a născut în București și și-a început junioratul la vârsta de 7 ani, la FC Steaua București, unde a stat 8 sezoane. A trecut apoi prin curtea unor echipe precum Rapid București, satelitul acesteia Electromagnetica, și Astra Giurgiu, iar în 2007 a semnat primul contract de profesionist cu Concordia Chiajna.

### Concordia Chiajna
Începând din 2007, portarul a evoluat pentru ilfoveni în toate diviziile în care aceștia au activat în această perioadă, în 2011 făcând pasul spre Liga 1 împreună cu Concordia. Primul său meci în Liga 1 a fost la 25 iulie 2007 contra celor de la Sportul Studențesc. În primul sezon al ilfovenilor în prima ligă, Niță a jucat în 21 de partide, primind 28 de goluri, contribuind la clasarea ilfovenilor pe locul 9. În sezonul următor, portarul a jucat în mai puține partide, 18 la număr, în care a primit 21 de goluri, impresionând însă în urma unei partide de Cupa României împotriva Stelei, parând loviturile de departajare executate de Chipciu și Tănase, ajutând decisiv la calificarea Concordiei în sferturile de finală ale Cupei. De asemenea, Niță a reușit să țină poarta Concordiei închisă pentru 423 de minute, fără să primească gol în 3 partide de campionat și nici în duelul împotriva Stelei.
Într-o partidă cu FC Vaslui, încheiată cu scorul de 1-1, Niță a respins mingea în fața lui Buhăescu, care a deschis scorul. Același lucru s-a întâmplat și într-o partidă cu CSMS Iași, în care Hugo Moutinho a egalat la unu. A mai comis o gafă în minutul 54 al partidei Concordia Chiajna - Astra din 2013.

### Steaua București
Niță s-a întors la clubul la care și-a petrecut o bună parte a junioratului în 2013, la cererea fostului său antrenor de la Chiajna, Laurențiu Reghecampf, ajuns pe banca Stelei. A debutat pentru Steaua în Cupa României, împotriva echipei Avântul Bârsana, pe 26 septembrie 2013. În primele două sezoane pentru clubul din Ghencea, Niță a jucat sporadic, fiind titularizat doar în 8 meciuri de campionat, stând în umbra unor portari precum Ciprian Tătărușanu sau Giedrius Arlauskis. În sezonul 2015-16, Florin Niță începe ca rezerva a tânărului Valentin Cojocaru, luându-i repede locul celui din urmă în poarta Stelei, după o partidă în preliminariile Europa League cu Rosenborg. Niță a impresionat în poarta Stelei, stârnind complimente din partea multor oameni de fotbal, printre care și portarul Stelei în Finala Cupei Campionilor din 1986, Helmuth Duckadam, care a declarat că: „Niță se antrenează fantastic indiferent că e al doilea sau al treilea portar, se antrenează la maxim mereu.” Același Duckadam a avut îndoieli privind lipsa de experiența a lui Niță, atunci când a fost transferat la Steaua. Conform lui Florin Tene, „Niță are o detentă foarte bună, are un joc de picior peste media portarilor din Liga 1, are un plasament excelent”. Tene a mai declarat că Niță e un portar spectaculos, dar eficient. Absoarbe ca un burete tot ce-i spun, reține tot imediat. A greșit o dată, la 25 de meciuri, nu mi s-a întâmplat asta cu niciun portar. E foarte puternic psihic, va ajunge mare!”
La începutul sezonului de Liga I 2016-2017 Niță a devenit din nou rezerva lui Cojocaru, până la plecarea acestuia, din cauza unei reguli care obligă cluburile să folosească un jucător sub 21 de ani. A fost folosit în schimb în preliminariile Ligii Campionilor, parând unul din cele două penaltiuri executate și ratate de Kun Agüero. A fost convocat la națională, însă antrenorul Stelei, Laurențiu Reghecampf, a cerut ca Niță să rămână la club din lipsă de jucători. În partida din această perioadă în care a fost folosit, cea cu CSMS Iași, Niță a gafat respingând o minge în propria poartă.

## Palmares
- Steaua București
  - Liga I: 2013-14, 2014-15
  - Cupa României: 2014-15
  - Supercupa României: 2013
  - Cupa Ligii: 2014-15, 2015-16

## Statistici
| Echipa            | Sezon         | Campionat | Campionat | Cupa | Cupa | Cupa Ligii | Cupa Ligii | Cupele Europene | Cupele Europene | Total | Total |
|                   |               | Meciuri   | Goluri    | M    | G    | M          | G          | M               | G               | M     | G     |
| ----------------- | ------------- | --------- | --------- | ---- | ---- | ---------- | ---------- | --------------- | --------------- | ----- | ----- |
| Concordia Chiajna | 2007-08       | 7         | 0         | ?    | ?    | -          | -          | -               | -               | 7     | 0     |
| Concordia Chiajna | 2008-09       | 15        | 0         | ?    | ?    | -          | -          | -               | -               | 15    | 0     |
| Concordia Chiajna | 2009-10       | 29        | 0         | ?    | ?    | -          | -          | -               | -               | 29    | 0     |
| Concordia Chiajna | 2010-11       | 27        | 0         | 0    | 0    | -          | -          | -               | -               | 27    | 0     |
| Concordia Chiajna | 2011-12       | 21        | 0         | 0    | 0    | -          | -          | -               | -               | 21    | 0     |
| Concordia Chiajna | 2012-13       | 18        | 0         | 2    | 0    | -          | -          | -               | -               | 20    | 0     |
| Total             | Total         | 117       | 0         | 2    | 0    | -          | -          | -               | -               | 119   | 0     |
| Steaua Bucuresti  | 2013-14       | 5         | 0         | 3    | 0    | -          | -          | 0               | 0               | 8     | 0     |
| Steaua Bucuresti  | 2014-15       | 3         | 0         | 1    | 0    | 2          | 0          | 0               | 0               | 6     | 0     |
| Steaua Bucuresti  | 2015-16       | 19        | 0         | 1    | 0    | 0          | 0          | 1               | 0               | 21    | 0     |
| Total             | Total         | 27        | 0         | 5    | 0    | 2          | 0          | 1               | 0               | 35    | 0     |
| Total cariera     | Total cariera | 144       | 0         | 7    | 0    | 2          | 0          | 1               | 0               | 154   | 0     |